# Another Brick in the Wall
«Another Brick in the Wall» (с англ. — «Ещё один кирпич в стене») — название трёх песен из рок-оперы The Wall (1979) британской группы Pink Floyd, являющихся вариациями на одну основную тему и имеющих подзаголовки Part I, Part II и Part III (часть I, часть II и часть III соответственно). Все три песни были написаны бас-гитаристом Pink Floyd Роджером Уотерсом, который в то время являлся одним из ведущих авторов песен группы. Данная песня является одной из наиболее известных в творчестве Pink Floyd.
Это был первый сингл группы после «Point Me at the Sky» (1968), выпущенный в Великобритании. Часть II песни была номинирована на премию Грэмми за «лучшее исполнение рок-дуэтом или группой», однако премию получила песня Боба Сигера «Against the Wind». Кроме того, Часть II была включена под номером 375 в список 500 величайших песен всех времён по версии журнала Rolling Stone. Всего в мире было продано более 4 миллионов копий этого сингла.
В 1980 году песня была использована в качестве гимна протеста чернокожими студентами в ЮАР во время проведения ими акций протеста против расовой пропаганды и предвзятости в официальных учебных программах, вследствие чего песня была запрещена правительством.

## Концепция
Все три песни объединяет одна общая (с незначительными изменениями) мелодия и тема — добавление в стену отчуждения, которую созидает вокруг себя главный герой The Wall — Пинк Флойд — ещё одного «кирпичика». Каждая часть звучит громче и агрессивней предыдущей: от печали первой части происходит переход к второй, являющейся настоящим гимном протеста; третья же часть представляет собой уже настоящий яростный крик отчаяния. В песне нет припева, но во всех трёх частях последние две строчки начинаются словами «all in all» (с англ. — «в целом, в итоге») и оканчиваются словами «in the wall» (с англ. — «в стену, в стене»; речь идёт о том, что всё вышеперечисленное стало ещё одним кирпичом в стене отчуждения).
Мелодия песни прослеживается также в других песнях The Wall: начало, например, можно услышать несколько видоизменённым в песнях «Hey You», «Waiting for the Worms» и «The Trial».

## Первая часть

### Содержание
Первая часть и в фильме, и на оригинальном альбоме следует за «The Thin Ice» (с англ. — «Тонкий лёд») и связана с ней общей темой. В «The Thin Ice» поётся о хрупкости семейного счастья, а в первой части «Another Brick in the Wall» — гибели отца главного героя во Второй мировой войне: прямым текстом это нигде не говорится, но следует из контекста: в конце «In the Flesh?» звучит гул самолёта, а сама песня начинается со слов «Daddy’s flown across the ocean» (с англ. — «папочка улетел за океан») — намёк на отца Уотерса, также погибшего на войне. Потеря отца становится первым шагом для построения стены отчуждения.
Большую часть песни занимает гитарное соло, начинающееся после завершения всех слов и сопровождающееся криками играющих детей.

### В фильме
В фильме «Стена» песня сопровождается кадрами матери Пинка, молящейся в церкви, оплакивающей погибшего мужа. В это время ребёнок-Пинк находится также в церкви и играет с игрушечным самолётиком среди кресел. После этого показывается сцена в парке, где гуляющий Пинк смотрит на детей, с которыми играют их родители. Он подходит к одному мужчине и просит подсадить его на карусель, но тот сначала спрашивает, где родители Пинка. Мальчик отвечает ему, что мама оставила его одного и ушла за покупками. Мужчина подсаживает его на карусель, и Пинк, радуясь, катается на ней, но когда мужчина уходит со своим сыном, и Пинк бежит за ним и пытается подать ему руку, тот недовольно отдёргивает её и говорит, что у Пинка на это есть свои родители.

## Вторая часть

### Содержание
Вторая часть «Another Brick in the Wall», одна из самых известных песен Pink Floyd, рассказывает о проблемах образования и издевательствах над детьми, опять же развивая мысли предшествующей ей «The Happiest Days of Our Lives». В отличие от первой и третьей частей, её исполняет не только Уотерс: вместе с ним поёт и Гилмор, а вторую часть (текстово идентичную первой) исполняет детский хор школы Islington Green School.

### В фильме
Во время «The Happiest Days of Our Lives» показывается сцена, в которой учитель подходит к парте Пинка и смотрит в его записи, где находит стихи. Зачитав их (используются слова первого куплета «Money»), он при всех унижает Пинка и вновь заставляет класс зазубривать определение акра. Обиженный Пинк представляет себе следующую картину: дети, одетые в школьную форму, шагают по конвейеру, на каком-то этапе все становятся одинаково безликими (на детях надеты маски телесного цвета), а в конце все они падают в гигантскую мясорубку. Во время второго куплета толпа детей поёт слова песни, стоя на территории воображаемого завода, а затем сидя за партами. Как только заканчиваются слова, все они разом встают и начинают крушить комнаты, разбивать пожарные щиты, сжигать мебель. В конце видны кадры горящей школы и детей, тащащих куда-то своего учителя. После этого снова показывается Пинк, грустно сидящий за партой и слушающий учителя, и класс, повторяющий его слова.

### Клип
Клип состоит из специально отснятых сцен, а также анимационных кадров из фильма и некоторых новых. В клипе снят детский хор, исполнивший часть песни. Большая часть «кинематографических» сцен показывает детей, играющих на площадке, идущих по улицам, а также по балконам одного здания. Кроме того, присутствуют кадры, показывающие огромную куклу, символизировавшую учителя на концертах The Wall. Анимационные кадры, включённые в клип, в фильме сопровождают песни «Waiting for the Worms» (шагающие молотки) и «The Trial» (учитель-марионетка, учитель, пропускающий детей сквозь школу-мясорубку и стена, захлопывающаяся кольцом вокруг маленькой фигурки человека).

## Третья часть

### Содержание
Третья часть символизирует завершение строительства стены вокруг героя. Он эмоционально говорит о том, что ему никто не нужен и ничто не нужно, что всё лишь привело к возведению стены. После этого звучит финальная песня первой пластинки The Wall «Goodbye Cruel World» (с англ. — «Прощай, жестокий мир»).

### В фильме
Взрослый Пинк, разрушивший во время припадка ярости свой гостиничный номер, падает без чувств. Перед его глазами проносится всё, что привело к возведению стены, а после этого он сам оказывается перед высокой несокрушимой стеной.

## Версия Korn
Кавер-версия песни в исполнении ню-метал-группы Korn вышла синглом, а также была включена в их альбом-сборник Greatest Hits vol. 1. Песня стала регулярной частью выступлений Korn в 2004 и 2005 годах и исполнялась в финальной части концертов, с Джонатаном Дэвисом, выходящим с факелом в начале песни. Также концертная версия кавера «Another Brick in the Wall» вошла в расширенное издание сингла «Word Up!» и в сборник Live and Rare (выпущенный Sony BMG 9 мая, 2006). 12 ноября 2004 года на песню вышло видео с концертного выступления в туре Projekt Revolution 2004, снятое Биллом Юкичем. Песня вошла в стандартный сет-лист тура 2007 года Family Values Tour, исполняемая в конце выступления, исключив «Blind», «Freak on a Leash» и «Evolution». В этой версии все три части исполнялись вместе, а после них ещё и следовала «Goodbye Cruel World», идущая на первом диске The Wall за третьей частью песни и завершающая его.

## Версия Class of ’99
Кавер-версия песни в исполнении группы Class of ’99, с вокалом Лейна Стэйли (Alice in Chains) и гитарой Тома Морелло (Rage Against the Machine, Audioslave), появилась на саундтреке к фильму Роберта Родригеса «Факультет». Исполнение этой кавер-версии часто ошибочно приписывают группе Marilyn Manson.

## Дополнительные факты
- В 2007 году шведский DJ Эрик Придз записал ремикс на «Another Brick in the Wall, Part II» под названием «Proper Education». Композиция достигла 2-й позиции в UK Singles Chart и 1-й в Hot Dance Airplay.